# Arnold de Melchtal

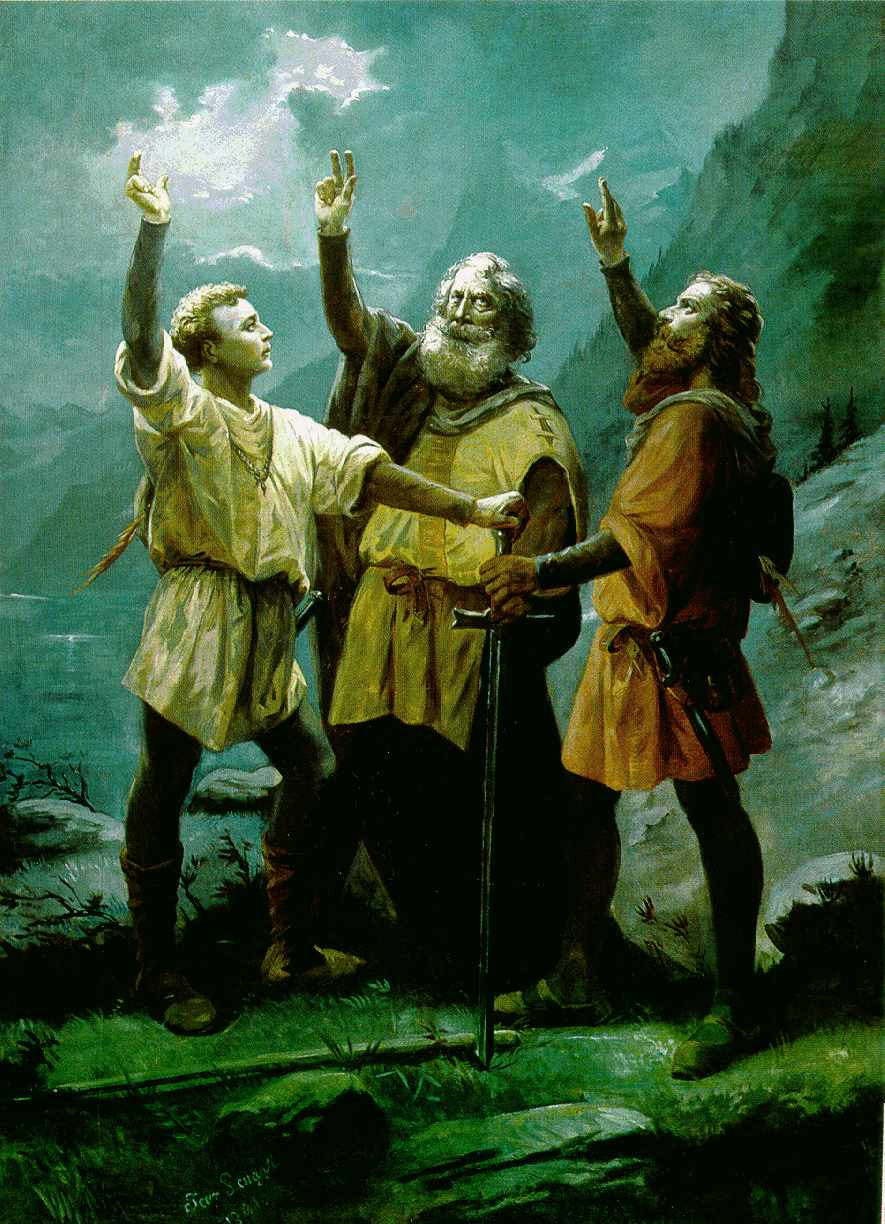
Le serment du Grütli.

Arnold de Melchtal est le nom attribué à l'un des fondateurs légendaires de la Confédération suisse. Les deux autres sont Walter Fürst et Werner Stauffacher.

## Histoire
Arnold de Melchtal était originaire de la vallée du même nom, le Melchtal dans le canton d'Unterwald. Son père Henri an der Helde était un paysan respecté qui ne se soumettait pas aux volontés du bailli Landenberg. Celui-ci ordonna que l'on saisisse le bétail du paysan mais Arnold frappa la main d'un valet dépêché par le bailli alors qu'il s'était emparé des rênes. Paniqué, Arnold s'enfuit dans le canton d'Uri mais son père fut la victime des représailles de Landenberg qui lui fit crever les yeux. 
Révolté, Arnold de Melchtal décida de s'allier avec les autres cantons primitifs afin de se soustraire de la tyrannie.

## Hommage

### En musique
Arnold est l'un des personnages présents dans l'opéra Guillaume Tell de Gioachino Rossini.
Henri Kling, corniste et compositeur français installé à Genève, compose en 1899 Arnold de Melchtal, un pas redoublé pour orchestre d'harmonie ou fanfare.